# هری گادبولد
هری گادبولد (انگلیسی: Harry Godbold؛ زادهٔ ۳۱ ژانویهٔ ۱۹۳۹) بازیکن فوتبال اهل بریتانیا است.
از باشگاه‌هایی که در آن بازی کرده‌است می‌توان به باشگاه فوتبال گیتزهد اشاره کرد.